# Arkángel
Pour les articles homonymes, voir Arkangel.
Arkángel est un groupe de hard rock vénézuélien, originaire de Valencia.

## Biographie

### Années 1980
La formation originelle du groupe comprend les frères Picozzi (Giorgio et Giancarlo), Breno Díaz, Freddy Marshall et Paul Silvestre Gillman. Après plusieurs concerts dans leur ville d'origine, et à Caracas, ils attirent l'attention de l'annonceur Alfredo Escalante, de par son style musical et ses prestations inhabituels pour un groupe vénézuélien de l'époque,.
Avec Escalante désormais comme agent artistique, le groupe effectue une tournée dans plusieurs villes vénézuéliennes,,,,, durant laquelle ils signent un contrat avec le label Corporación Los Ruices (Color). Salvador Pérez, directeur du label, leur demandera de changer de nom pour celui d'Arkangel. Ainsi, en 1981, le groupe publie son premier album, éponyme, au mois d'octobre.
Arkangel participe au tournage du film local Cangrejo du réalisateur Román Chalbaud, avec quatre morceaux inclus dans la bande son.
En 1982, le groupe publie son deuxième album, intitulé Rock Nacional. L'année suivante, en 1983, le groupe incorpore des morceaux aux claviers, publiant son troisième album, intitulé Represión Latinoamericana, grâce auquel il se fait connaitre dans d'autres pays hispanophones. Cette production traite du social. À la mi-1984, Paul Gillman quitte Arkangel pour commencer sa carrière solo sous le nom de groupe Gillman, et le claviériste Mickey Tedeschi le remplace au chant pour l'album Represión Latinoamericana. En septembre 1988, Paul Gillman et Arkangel se rencontrent lors d'un concert appelé El Reencuentro.

### Années 1990
À la fin de la décennie des années 1980, et au début des années 1990, avec les morceaux La Respuesta (compilation), et No más apariencias (maxi-single enregistré avec la voix de Sergio Marín), respectivement, Arkángel développe une transformation dans son style musical, devenant plus commercial, probablement en raison des exigences de leur label. 
En octobre 1992, les frères Picozzi, rejoignent le groupe de Gillman, pour le soutenir dans le Poliedro de Caracas, pendant deux nuits avec le groupe britannique Iron Maiden. Les représentants vénézuéliens se formaient de trois guitaristes ; Paul Gillman au chant, Eulalio « Churdy » Toledo à la basse, et Giorgio Picozzi à la batterie, et les guitaristes Ernesto Ferro, Giancarlo Picozzi, et Facundo Coral.
En 1994, ils sortent indépendamment leur nouvel album, Inmortal, enregistré en 1993, où le groupe reprend ses racines metal, soutenant des artistes internationaux comme Joe Perry, Rick Wakeman, Scorpions, REO Speedwagon, entre autres. La formation du groupe pour cet album comprend José Gregorio Spindola au chant. Puis en 1994 et 1995, José Gregorio Spindola et Breno Díaz quittent le groupe, respectivement, et sont remplacés par Joad Manuel Jiménez au chant, et Felipe Arcuri à la basse. 

### Années 2000
En 2000, ils se lancent dans l'enregistrement de El Ángel de la Muerte, qui comprend différents genres de rock, avec la voix de Joad Manuel Jiménez. 
En 2002, Joad quitte le groupe et est remplacé plus tard par Luis González. En 2003, Freddy Marshall, l'un des guitaristes, décide de quitter le groupe, et Carlos Arvelo le remplace en 2004.
Entre 2005 et 2009, les frères Picozzi et Paul Gillman, membres originaux d'Arkángel, se retrouvent pour une série de concerts au Venezuela et en Colombie, sous le nom d'Arkangel Reunion. trois premiers emplois d'enregistrement. Dans cette formation, ils sont accompagnés de Felipe Arcuri à la basse, et Carlos Arvelo à la guitare. González reste en tant que chanteur du groupe. En 2008 sort l'album MMVII avec Luís González au chant. 

### Années 2010
En août 2015, Joad Manuel Jiménez revient dans le groupe au chant. Pour célébrer le retour de Joad, à la fin de 2015, ils entament la tournée Rock Inmortal Tour 2015-2016, qui, selon lui, se fera dans les villes de Barquisimeto, Valencia, et Caracas, au Venezuela ; et à Medellín et Bogotá, en Colombie,,,. À la fin de mai 2016, le chanteur Joad Manuel Jiménez quitte le Venezuela pour chercher de nouveaux horizons en Argentine, ce qui explique pourquoi Arkangel annonce l'arrivée en juin la même année, le retour au groupe de son chanteur Eduardo Pargas.

## Membres
- Eduardo Pargas - chant
- Giancarlo Picozzi - guitare
- Nicolás Barrera - guitare, chant
- Felipe Arcuri - basse, chant
- Giorgio Picozzi - batterie
- Jean Puccia - claviers

## Discographie

### Albums studio
- 1981 : Arkangel
- 1982 : Rock nacional
- 1983 : Represión Latinoamericana
- 1984 : Inmortal
- 2000 : El Ángel de la muerte
- 2008 : MMVII

### EP
- 1992 : No Más Apariencias

### Compilations
- 1987 : La Respuesta (comprend Alta Frecuencia, Kashmir, Ibiza, et  Radio Clip)
- 1994 : Arkangel (coffret des albums Arkangel et Represión Latinoamericana et le morceau Todo costo sacrificios)